# Serra Allà
La Serra Allà és una serra situada entre els municipis dels Hostalets de Pierola a la comarca de l'Anoia i el de Collbató a la comarca del Baix Llobregat, amb una elevació màxima de 339 metres.